# Cedar Key
Cedar Key is een plaats (city) in de Amerikaanse staat Florida, en valt bestuurlijk gezien onder Levy County.

## Demografie
Bij de volkstelling in 2000 werd het aantal inwoners vastgesteld op 790.
In 2006 is het aantal inwoners door het United States Census Bureau geschat op 979, een stijging van 189 (23,9%).

## Geografie
Volgens het United States Census Bureau beslaat de plaats een oppervlakte van
5,3 km², waarvan 2,4 km² land en 2,9 km² water. Cedar Key ligt op ongeveer 3 m boven zeeniveau.

## Plaatsen in de nabije omgeving
De onderstaande figuur toont nabijgelegen plaatsen in een straal van 48 km rond Cedar Key.